# The Different Forms of Flowers on Plants of the Same Species
The Different Forms of Flowers on Plants of the Same Species (Le diverse forme dei fiori in piante della stessa specie) è un'opera scientifica scritta da Charles Darwin, pubblicata per la prima volta nel 1877. In questo libro, Darwin esplora la variabilità delle forme floreali in diverse specie di piante, concentrandosi in particolare sui fiori eterostili, cioè fiori che presentano due o più forme differenti all'interno della stessa specie.
Nonostante la limitata diffusione, Different Forms of Flowers ha un'importanza storica notevole, poiché offre uno spunto per la comprensione dei meccanismi di ereditarietà genetica, sebbene Darwin non fosse ancora completamente vicino a una comprensione delle leggi della genetica che sarebbero state formulate successivamente, con la scoperta delle leggi di Mendel. L'opera rappresenta una delle riflessioni più profonde di Darwin sui processi di riproduzione e incrocio nelle piante, temi che rivestiranno una grande rilevanza nelle sue ricerche successive, anche se, come riconosce lo stesso Darwin, molti degli aspetti trattati erano troppo tecnici per un pubblico generale.

## Storia
Nella sua autobiografia Darwin scrive

## Struttura
- Capitolo I: Piante Dimorfiche Eterostile: Primulacee

In questo capitolo Darwin esamina le piante dimorfiche eterostili appartenenti alla famiglia delle Primulacee, come la Primula veris (cowslip). Analizza le differenze strutturali tra le due forme di fiori (con stilo lungo e corto) e le loro capacità di fertilità quando incrociate legittimamente (tra fiori della stessa forma) e illegittimamente (tra forme diverse). Il capitolo discute anche altre specie di Primula, come P. elatior e P. vulgaris, e fornisce una panoramica della fertilità nelle specie eterostile di Primula, così come delle specie omostile, come Hottonia palustris e Androsace vitalliana.
- Capitolo II: Ibridi di Primula

Questo capitolo esplora la formazione di ibridi tra Primula veris e Primula vulgaris, con la nascita del Oxlip, un ibrido naturalmente prodotto. Darwin discute le differenze strutturali e funzionali tra le due specie genitrici e gli effetti degli incroci tra fiori a stilo lungo e corto di Oxlip. Vengono analizzati anche gli ibridi artificialmente autofertilizzati e incrociati in natura. Si esplora inoltre la distinzione tra Primula elatior e le altre specie eterostile, con note sugli ibridi di altre specie di Primula.
- Capitolo III: Piante Dimorfiche Eterostile - Continuazione

Questo capitolo tratta di altre piante eterostili, come Linum grandiflorum e Linum perenne, evidenziando la sterilità della forma a stilo lungo quando impollinata con il polline della stessa forma. Vengono discusse anche le piante omostile della famiglia Linaceae, come Pulmonaria officinalis, con differenze nella fertilità tra piante a stilo lungo in Inghilterra e Germania, e altre specie eterostile, come Polygonum fagopyrum e Mitchella repens. Darwin osserva anche la variazione nella struttura del polline e lo sviluppo incompleto in alcune piante, come Faramea e Houstonia.
- Capitolo IV: Piante Trimorfiche Eterostile

In questo capitolo, Darwin esplora le piante trimorfiche eterostili, come Lythrum salicaria, che presenta tre forme floreali distinte. Ogni forma ha una sua strategia complessa di impollinazione incrociata, con diciotto possibili combinazioni. Si discutono anche altre specie trimorfiche, come Nesæa verticillata, e alcuni casi di piante con tre forme come Oxalis e Pontederia, un genere monocotiledone con specie eterostili.
- Capitolo V: Progenie Illegittima delle Piante Eterostile

Questo capitolo analizza la progenie illegittima derivante da incroci tra forme diverse di piante eterostili. Darwin esamina come la fertilità della progenie varii in funzione della legittimità o illegittimità dell'incrocio. Vengono descritti esempi di piante con forma ridotta e sterilità, come le progenie illegittime di Lythrum salicaria e Primula Sinensis. Si esplorano anche gli effetti sulla progenie di P. vulgaris e P. veris in successive generazioni. La conclusione si concentra sulla somiglianza tra fertilizzazione illegittima e ibridismo.
- Capitolo VI: Considerazioni Conclusive sulle Piante Eterostile

Darwin riassume le caratteristiche essenziali delle piante eterostili e le differenze nella fertilità tra piante fertilizzate legittimamente e illegittimamente. Viene discusso il ruolo delle dimensioni dei grani di polline, la struttura degli stami e dei stigmi nelle diverse forme. Il capitolo esplora anche le affinità tra i generi che comprendono specie eterostili, i vantaggi evolutivi derivanti dall'eterostilismo, e le possibili origini di questa caratteristica nelle piante.
- Capitolo VII: Piante Poligame, Dioiche e Gino-dioiche

Darwin discute la trasformazione delle piante ermafroditi in piante dioiche, e l'eterostilismo che rende alcune di queste piante dioiche. Si esaminano piante della famiglia Rubiacee e Verbenacee, piante poligame e sub-dioiche, e piante gino-dioiche come Thymus e Satureia. Il capitolo esplora le differenze nella fertilità tra individui ermafroditi e femminili, e discute l'origine probabilmente evolutiva di queste diverse forme.
- Capitolo VIII: Fiori Cleistogami

Il capitolo finale si concentra sui fiori cleistogami, fiori che non si aprono e che si autoimpollinano. Darwin fornisce una panoramica dei generi che producono fiori cleistogami, come Viola, Oxalis acetosella, e Impatiens, e confronta la fertilità dei fiori cleistogami con quella dei fiori perfetti. Si esplorano anche casi di piante anemofile che sviluppano fiori cleistogami e si concludono con osservazioni sull'origine evolutiva di questa caratteristica e le principali conclusioni derivanti dallo studio delle piante eterostili e cleistogami.

## Contenuto e significato dell'opera
Il lavoro si compone principalmente di una serie di articoli precedentemente pubblicati da Darwin sulla Linnean Society, che trattano dei fiori eterostili e delle loro implicazioni biologiche. In particolare, Darwin si occupa dell'importanza del crossing (incrocio tra piante con forme diverse di fiori) e della sterilità dei ibridi, sottolineando come questi fenomeni fossero cruciali per comprendere i meccanismi della riproduzione e dell'eredità nelle piante. Il libro include anche osservazioni su altri casi in cui una pianta produce due tipi di fiori distinti, uno degli argomenti che più affascinò Darwin e che, secondo lui, costituì una delle sue scoperte più significative.

## Il contesto e la ricezione dell'opera
Nella sua autobiografia, Darwin racconta che la scrittura di questo libro gli diede grande soddisfazione, soprattutto per il contributo che apportava alla comprensione dei fiori eterostili e dei processi riproduttivi. Tuttavia, come per altre sue opere più tecniche, Different Forms of Flowers non ebbe un ampio successo di pubblico, vendendo solo circa 2.000 copie durante la vita di Darwin, e forse 4.000 entro la fine del secolo.
L'opera, pur trattando temi complessi e specifici, contribuì a rafforzare la teoria dell'evoluzione di Darwin, dimostrando l'importanza delle variazioni nei processi di riproduzione e di incrocio per la selezione naturale e per la comprensione dei meccanismi di ereditarietà.

## Edizioni e pubblicazioni successive
La prima edizione del libro fu pubblicata il 9 luglio 1877 in 1.250 copie, al prezzo di 10 scellini e 6 pence. La seconda edizione, con un nuovo preambolo che rifletteva la letteratura recente, fu pubblicata nel 1880. In questa edizione, Darwin confermava che il testo era stato mantenuto invariato, eccetto per la correzione di alcuni errori. Un'ulteriore prefazione venne aggiunta nel 1884 da Francis Darwin, figlio di Charles, che aggiornava il lavoro alla luce delle più recenti scoperte scientifiche.
L'opera fu tradotta durante la vita di Darwin solo in francese e tedesco, e successivamente, dopo la sua morte, in altre lingue. La prima edizione americana fu realizzata a partire dalle lastre stereotipiche inglesi. Dopo la sua uscita, il libro non fu ristampato fino al 1969, quando fu pubblicata una copia facsimile a Bruxelles.

## Edizioni
- (EN) Charles Darwin, The different forms of flowers on plants of the same species, London, John Murray, 1877.
- Giovanni Canestrini e Lamberto Moschen (a cura di), Le diverse forme dei fiori in piante della stessa specie, Torino, Unione Tipografico Editrice, 1884.